# صيغة كوشي التكاملية
في التحليل المركب، تنص صيغة كوشي التكاملية (بالإنجليزية: Cauchy's integral formula)‏ على أنه يمكن تحديد قيمة التابع التحليلي، المعرف على قرص، في أي نقطة داخل القرص بواسطة قيم هذا التابع على محيط هذا القرص، أي.

## المبرهنة
ليكن U مجموعة مفتوحة من المستوى العقدي C وليكن القرص المنغلق D المعرف كما يلي:
{\displaystyle D={\bigl \{}z:|z-z_{0}|\leq r{\bigr \}}}
ضمن المجموعة U بشكل كامل.
{\displaystyle f(a)={1 \over 2\pi i}\oint _{C}{f(z) \over z-a}\,dz\!}
{\displaystyle {\frac {1}{z-a}}={\frac {1+{\frac {a}{z}}+\left({\frac {a}{z}}\right)^{2}+\cdots }{z}}}
ومن هذه الصيغة يمكن استنتاج قابلية هذا التابع للمفاضلة بعدد لا نهائي من المرات
{\displaystyle f^{(n)}(a)={n! \over 2\pi i}\oint _{C}{f(z) \over (z-a)^{n+1}}\,dz.}

## مثال

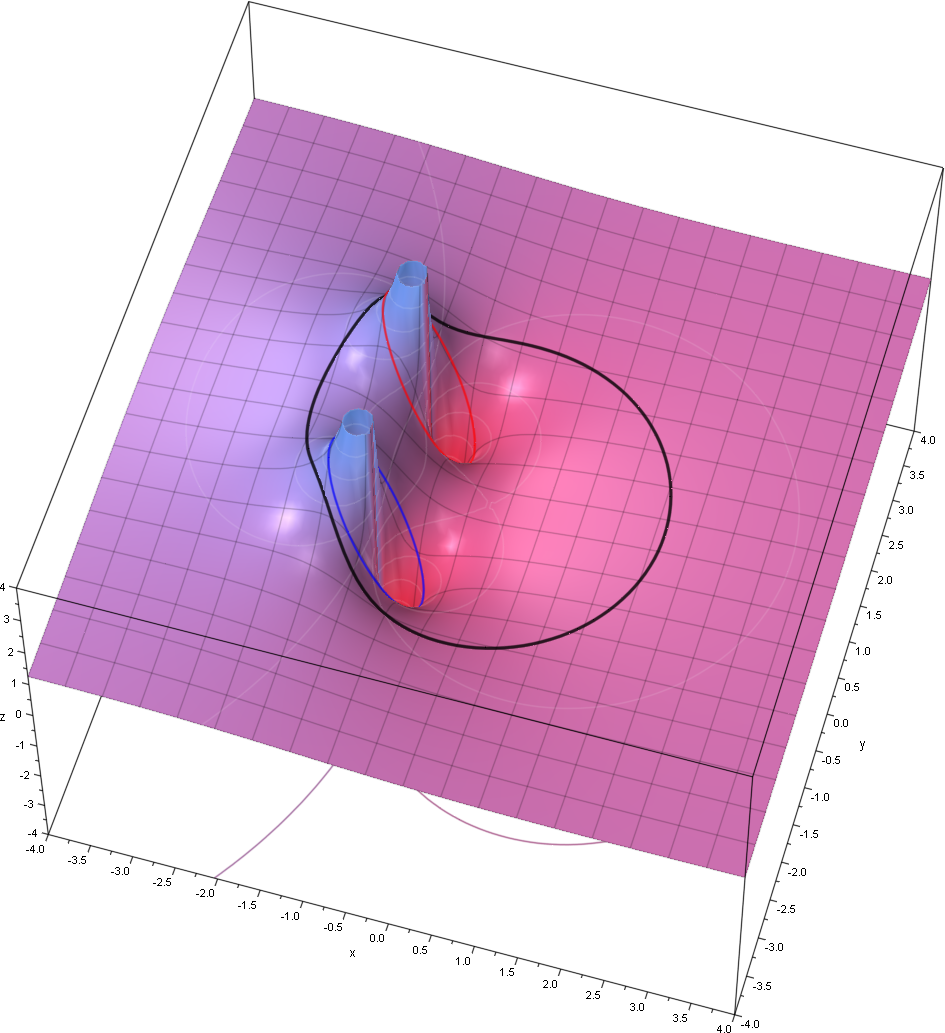
المساحة (أو السطح) الممثلة للجزء الحقيقي للدالة g(z) = z^{2} / (z^{2} + 2z + 2) and its singularities, with the contours الموصوفة في النص.

لتكن الدالة
{\displaystyle g(z)={\frac {z^{2}}{z^{2}+2z+2}}},
{\displaystyle g(z)={\frac {z^{2}}{(z-z_{1})(z-z_{2})}}}

## النتائج
انظر إلى نعومة دالة.
{\displaystyle f(\zeta )={\frac {1}{2\pi i}}\int _{C}{\frac {f(z)}{z-\zeta }}\,dz.}